# Mustafa Mansour
Mustafa Kamel Mansour (arabisch مصطفى منصور, DMG Muṣṭafā Manṣūr; * 2. August 1914 in Kairo; † 24. Juli 2002 ebenda) war ein ägyptischer Fußballtorwart. Er nahm an der Fußball-Weltmeisterschaft 1934 und an den Olympischen Spielen 1936 teil.

## Karriere
Mansour spielte in seiner Heimatstadt Kairo für Al Ahly.
Anlässlich der Fußball-Weltmeisterschaft 1934 in Italien wurde er vom schottischen Trainer James McCrae in den ägyptischen Kader berufen. Im  Achtelfinalspiel gegen Ungarn stand er im Tor der Ägypter. In einer von umstrittenen Entscheidungen des italienischen Schiedsrichters Rinaldo Barlassina geprägten Partie wurde Mansour durch ein Foul eines ungarischen Spielers die Nase gebrochen. Ägypten verlor das Spiel mit 2:4 und schied aus dem Turnier aus.
Zwei Jahre später nahm er am Fußballturnier der Olympischen Spiele 1936 in Berlin teil und stand bei der 1:3-Niederlage im Achtelfinale gegen den späteren Silbermedaillengewinner Österreich zwischen den Pfosten.
Nach den Olympischen Spielen reiste er nach Schottland, um sich am Jordanhill College in Glasgow einzuschreiben. Dort trat er dem FC Queen’s Park bei. Bis zum Sommer 1939 bestritt er 49 Pflichtspiele für diesen Verein, davon 41 in der Division One. Angesichts des bevorstehenden Ausbruchs des Zweiten Weltkriegs kehrte er nach Ägypten zurück.
Nach Kriegsende wandte sich Mansour dem Fußballmanagement zu und war in mehreren Funktionen für seinen früheren Verein Al Ahly tätig. Von 1958 bis 1961 war er Generalsekretär des Afrikanischen Fußballverbandes.